# Großholbach

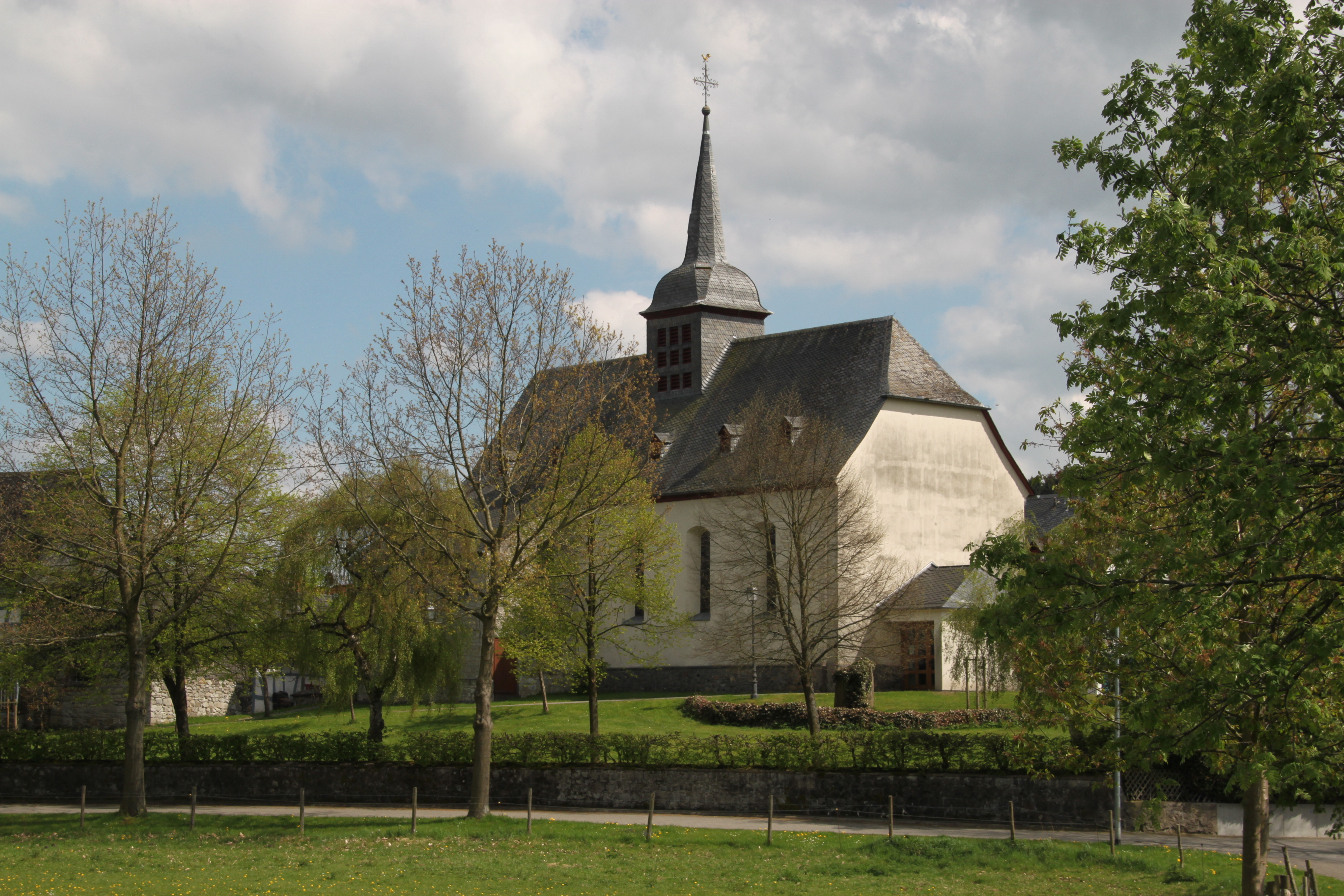
Katholische Pfarrkirche Heilige Dreifaltigkeit in Großholbach

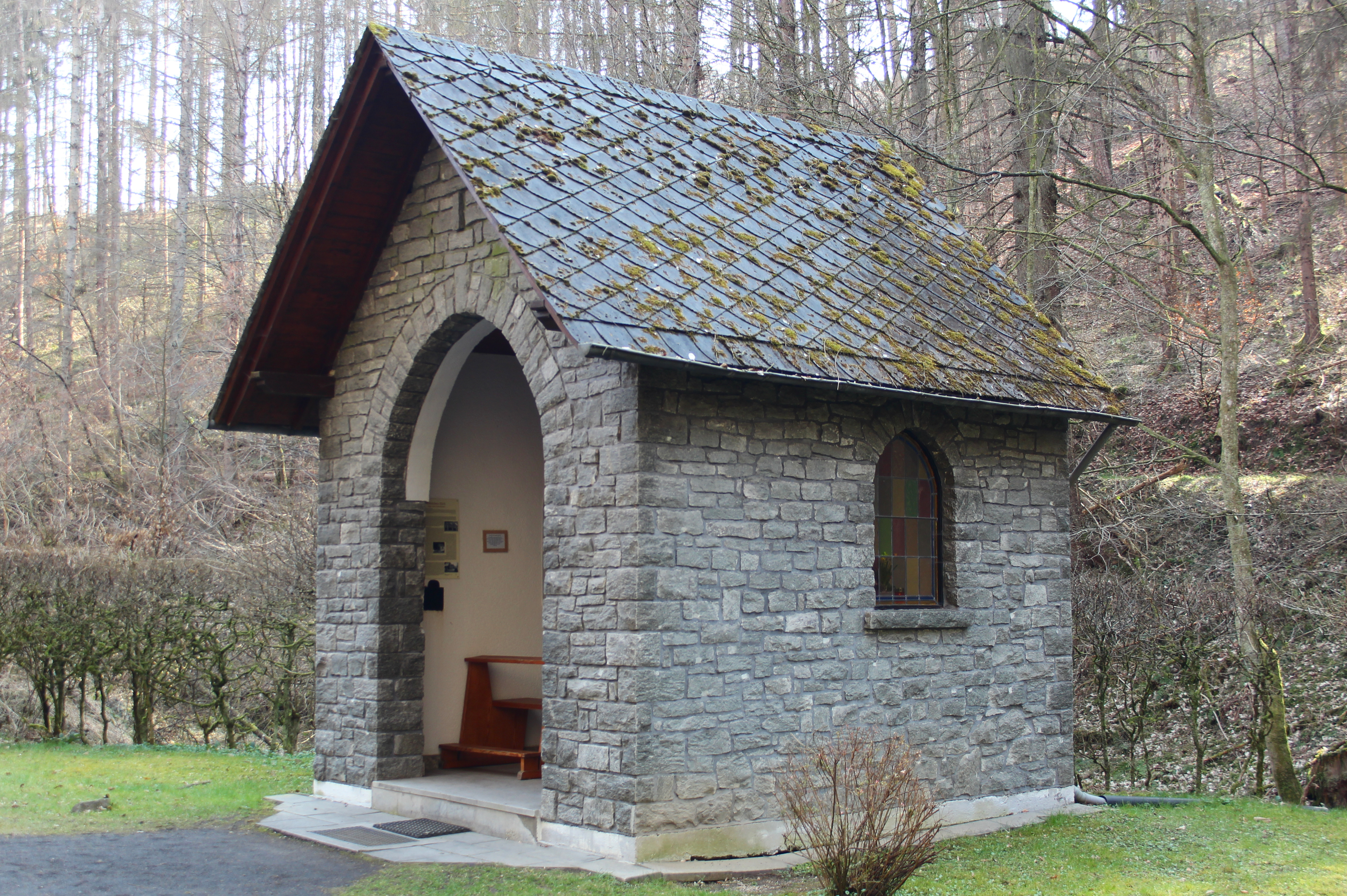
Die Kapelle Bildches Eich am Holbach

Großholbach ist eine Ortsgemeinde im Westerwaldkreis in Rheinland-Pfalz. Die Gemeinde gehört der Verbandsgemeinde Montabaur an.

## Geographische Lage
Die Gemeinde liegt im Westerwald zwischen Koblenz und Gießen am Rande des Naturpark Nassau. Durch Großholbach fließt der Holbach, der in den Ahrbach mündet.

## Geschichte
Ein vorgeschichtliches Grabhügelfeld im Wald zwischen Großholbach und Ruppach verweist auf eine Besiedlung des Gebietes auf die Eisenzeit (Hallstatt-/Laténezeit; ca. 4.–6. Jh. v. Chr.)
Der Ort wurde bereits um das Jahr 1200 als „Holenbach“ urkundlich erwähnt. Im Testament des Trierer Erzbischofs Johann von Trier wird ein „Wernher von Holbach“ genannt, ein Anselm von Holbach war um 1235 Amtmann in Humbach, dem späteren Montabaur. Im Jahr 1330 wurde die Kirche zu „Hoilbach“ erstmals erwähnt. Da bereits 1267 ein am Ort wirkender Priester genannt wurde, dürfte die Kirche bereits zu diesem Zeitpunkt bestanden haben. 1354 wurde die Kirche als Sitz einer Pfarrei bezeichnet. Auch als eigenständige Pfarrei gehörte der Ort, wie zuvor, wohl noch einige Zeit dem Kirchspiel Nentershausen an. Spätestens 1564 war Großholbach aus dem Kirchspiel herausgelöst. 1711 wurden Girod und Kleinholbach aus dem Kirchspiel Nentershausen nach Großholbach umgepfarrt. 1738 wurde die ältere Kirche durch den heute noch bestehenden Bau ersetzt.
Mit dem Diezer Vertrag von 1564 kam Holbach zu Kurtrier, dem es bis 1803 angehörte. 1806 kam Großholbach zum Herzogtum Nassau, 1866 zum Königreich Preußen.
Der erste Schulunterricht in Großholbach, zusammen mit Kleinholbach, wurde 1711 erwähnt. Im Jahr 1790 wurde das erste Schulhaus errichtet. 1823 wurde eine neue Schule gebaut. In den Jahren 1954 und 1955 erfolgte der Neubau einer zweiklassigen Schule, das jetzige Bürgerhaus.
Von etwa 1200 bis 1400 ist eine niederadlige Familie von Holbach fassbar, die sich nach dem Ort benannte, im 13. Jahrhundert aber meist als von Gondorf auftrat.

## Politik

### Gemeinderat
Der Gemeinderat in Großholbach besteht aus zwölf Ratsmitgliedern, die bei der Kommunalwahl am 9. Juni 2024 in einer Mehrheitswahl gewählt wurden, und dem ehrenamtlichen Ortsbürgermeister als Vorsitzendem.

### Bürgermeister
Harald Quirmbach wurde am 15. Dezember 2020 Ortsbürgermeister von Großholbach, nachdem er bereits als bisheriger Erster Beigeordneter seit September die Amtsgeschäfte geführt hatte. Bei der Neuwahl am 22. November 2020 war er mit einem Stimmenanteil von 90,1 % zum neuen Bürgermeister gewählt worden. Bei der Direktwahl am 9. Juni 2024 wurde er als einziger Bewerber mit 88,2 % für weitere fünf Jahre wiedergewählt.
Quirmbachs Vorgänger waren seit 2019 Heike Hannappel, die ihr Amt mit Ablauf des 31. August 2020 niederlegte, und zuvor zehn Jahre lang Michael Kohlhaas.

### Wappen
| Wappen von Großholbach | Blasonierung: „Schräglinks im Wellenschnitt geteilt von Silber und Grün, vorne ein gestürzter Eichentrieb mit grünem Blatt und 3 roten Eicheln, hinten ein gestürztes, schwarzbeheftetes, goldenes Schwert.“ |
| Wappen von Großholbach | Wappenbegründung: Erläuterung: Die Wellenlinie symbolisiert den Holbach, der durch die Gemarkung Großholbach fließt. Das grüne Eichenlaub steht für die Bildches Eich, eine Mariengedenkstätte und das Wahrzeichen des Dorfes. Das goldene Schwert symbolisiert den Märtyrertod des hl. Sebastian, des Schutzpatrons der Gemeinde, der grüne Hintergrund steht für die reichlichen Waldbestände. Die Ortsgemeinde führt dieses Wappen seit 1984. |

## Verkehr
- Die nächsten Autobahnanschlussstellen sind Montabaur und Diez an der A 3 Köln–Frankfurt am Main, jeweils etwa fünf Kilometer entfernt, die nächstgelegene Anschlussmöglichkeit an den Eisenbahnfernverkehr besteht am Bahnhof Montabaur.
- Durch Großholbach führt die Regionalbuslinie 450 (Montabaur – Nentershausen – Diez – Limburg), welche durch Rhein-Mosel-Bus betrieben wird.
- Die nächsten Bahnhöfe sind der Bahnhof Goldhausen sowie der Haltepunkt Girod an der Bahnstrecke Limburg-Staffel–Siershahn.

Seit dem 1. Januar 2017 gilt auch im Westerwaldkreis für Bus- und Zugfahrten der Tarif des Verkehrsverbund Rhein-Mosel (VRM).